# Jackie Young
Jackie Young (Princeton, 16 september 1997) is een Amerikaans basketbalspeelster. Zij won met het Amerikaans 3x3-basketbalteam de gouden medaille tijdens de Olympische Zomerspelen 2020.
Young speelde voor het team van de Universiteit van Notre Dame, voordat zij in 2019 haar WNBA-debuut maakte bij de Las Vegas Aces. In 2022 en 2023 won ze het WNBA-kampioenschap met dat team. Buiten de WNBA seizoenen speelde ze in Turkije, Israël en Australië.
Tijdens de Olympische Zomerspelen 2020 in Tokio won ze olympisch goud door de Russische ploeg te verslaan in de finale met 18-15.

## Statistieken
| Seizoen | Team           | WG | FG%  | FT%  | RPW | APW | SPW | BPW | PPW  |
| ------- | -------------- | -- | ---- | ---- | --- | --- | --- | --- | ---- |
| 2019    | Las Vegas Aces | 34 | .322 | .808 | 3.3 | 4.5 | 0.8 | 0.4 | 6.6  |
| 2020    | Las Vegas Aces | 22 | .492 | .852 | 4.3 | 3.0 | 0.7 | 0.1 | 11.0 |
| 2021    | Las Vegas Aces | 32 | .507 | .833 | 4.1 | 3.2 | 1.1 | 0.3 | 12.2 |
| 2022    | Las Vegas Aces | 34 | .476 | .859 | 4.4 | 3.9 | 1.4 | 0.2 | 15.9 |

2020: Stefanie Dolson & Allisha Gray & Kelsey Plum & Jackie Young ·
2024: Svenja Brunckhorst, Sonja Greinacher, Elisa Mevius, Marie Reichert
0 Jackie Young · 
1 Kierstan Bell · 
2 Riquna Williams · 
4 Aisha Sheppard · 
5 Dearica Hamby · 
10 Kelsey Plum · 
12 Chelsea Gray · 
21 Iliana Rupert · 
22 A'ja Wilson · 
41 Kiah Stokes · 
51 Sydney Colson · 
55 Theresa Plaisance · 
Coach Becky Hammon
0 Jackie Young · 
1 Kierstan Bell · 
2 Riquna Williams · 
3 Candace Parker · 
7 Alysha Clark · 
10 Kelsey Plum · 
12 Chelsea Gray · 
13 Cayla George · 
22 A'ja Wilson · 
41 Kiah Stokes · 
51 Sydney Colson · 
81 Alaina Coates · 
Coach Becky Hammon